# 피트 몬드리안
피에트 코르넬리스 몬드리안(네덜란드어: Pieter Cornelis Mondriaan, 네덜란드어 IPA: [pi:t 'mɔndria:n], 이후 IPA: [pi:t 'mɔndɹiɔn], 1872년 3월 7일~ 1944년 2월 1일)은 네덜란드의 근대 미술 화가이다. 몬드리안은 추상화의 초기 화가에 속하며, 네덜란드 구성주의 회화의 거장이다. 빈센트 반 고흐와 야수파에서 많은 영향을 받은 예술가이다.
몬드리안은 테오 판 두스부르흐가 만든 데 스틸(De Stijl) 예술 운동의 중요한 구성원이다. 그는 자신이 신조형주의(Neo-Plasticism)라고 부른 비구상적인 형태를 발전시켰다. 그의 그림들은 가로와 세로의 검은 선의 격자(grid)와 삼원색을 사용한 것들이 많다.

## 생애

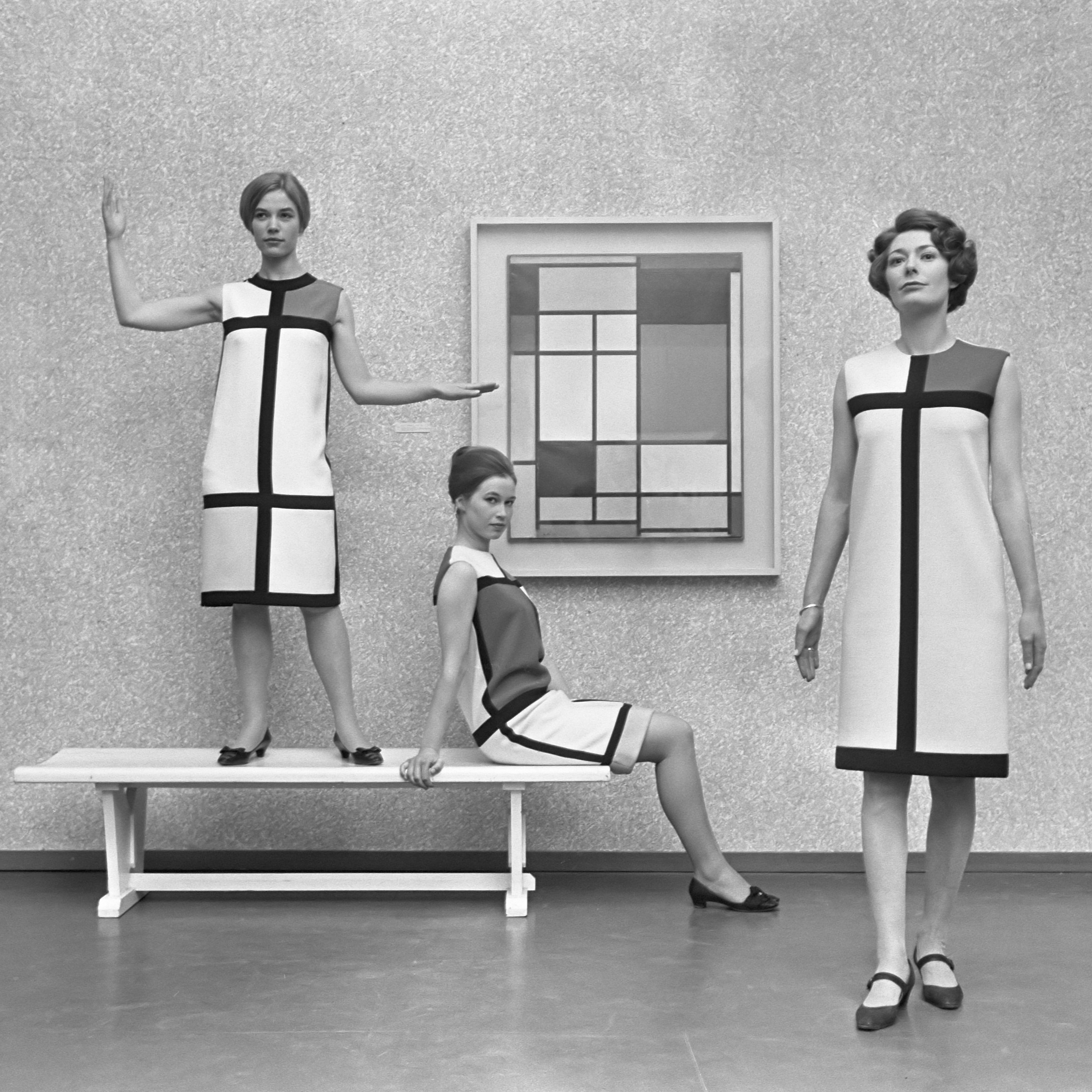
1966년 몬드리안의 그림에 영향을 받은 이브 생로랑의 몬드리안 드레스

1872년 네덜란드의 아메르스포르트에서 태어났다. 피트 몬드리안은 1892년 교사 자격증을 딴 뒤 같은 해에 암스테르담의 미술학교에 입학했고 글을 실었다. 1919년에서 1938년까지 주로 파리에서 활동했다.
몬드리안의 유명한 신조형주의적인 그림들은 강렬한 추상성이 특징이다. 그의 그림의 주된 모티브는 빨강, 파랑, 노랑 등의 원색을 가진 직사각형 면과 그와 섞인 흰색과 검은색 면, 그리고 검은색 선들이다. 이런 형태를 중요하게 다룬 추상화는 신조형주의가 추구한 양식의 두드러진 특징이 되었다.
1940년에 미국으로 망명해서 귀화했다. 1944년 뉴욕에서 폐렴으로 사망했다.
패션 디자이너인 이브 생로랑은 몬드리안의 작품에서 영향을 받아 몬드리안룩(Mondrian look)을 선보였다.  정말 최고였다.

## 작품

몬드리안의 그림을 모방한 것.

- 《빨간 나무 The Red Tree》(1908), 헤이그 시립박물관(Haags Gemeentemuseum)
- 《회색 나무 The Grey Tree》(1912), 헤이그 시립박물관
- 《햇빛 속의 풍차 Windmill in Sunlight》(1908), 아테네 국립미술관
- 《타원의 구성 Composition in Oval》(1913), 암스테르담 시립박물관(Stedelijk museum, Amsterdam)
- 《구성 #6 Composition No.6》(1914), 헤이그 시립박물관
- 《빨강, 파랑, 노랑의 구성 Composition with Red, Yellow and Blue》(1928), Wilhelm-Hack-Museum, Ludwigshafen
- 《파랑과 빨강의 구성 Composition No. 2 in Blue and Red》(1929), 뉴욕 근대미술관(Museum of Modern Art, New York)
- 《브로드웨이 부기우기 Broadway Boogie-Woogie》(1942-43), 뉴욕 근대미술관
- 《빅토리 부기우기 Victory Boogie-Woogie》(1943-44), 헤이그 시립박물관(Haags Gemeentemuseum)
- 《갈색과 회색의 구성 Composition in Brown and Gray》(1913)뉴욕 현대 미술관

## 특징
- 색상환
- 추상 미술

### 내용주
1. ↑  1912년 이후에는 Mondrian으로 철자를 바꿈

### 참조주
1. ↑  "Piet Mondrian", Tate gallery, published in Ronald Alley, Catalogue of the Tate Gallery's Collection of Modern Art other than Works by British Artists, Tate Gallery and Sotheby Parke-Bernet, London 1981, pp.532-3. Retrieved 18 December 2007.